# Pasquale Mazzocchi
Pasquale Mazzocchi, né le 27 juillet 1995 à Naples en Italie, est un footballeur international italien qui évolue au poste d'arrière droit au SSC Naples.

## Biographie

### En club
Né à Naples en Italie, Pasquale Mazzocchi est formé par le Benevento Calcio puis l'Hellas Vérone mais il commence sa carrière à Bellaria Igea, où il est prêté en 2014, puis au Pro Plaisance, où il est là encore prêté. Le 14 juin 2015, il rejoint finalement le Rimini FC, sans avoir joué le moindre match avec l'Hellas.
Le 12 juin 2016, Pasquale Mazzocchi rejoint le Parme Calcio, qui évolue alors en Serie D. Il progresse avec cette équipe qui réalise trois promotions consécutives, jusqu'à obtenir une accession en Serie A à l'issue de la saison 2017-2018 de Serie B.
Le 9 juillet 2018, il s'engage en faveur de l'AC Pérouse. Il signe un contrat courant jusqu'en juin 2022.
Le 23 septembre 2020, Pasquale Mazzocchi rejoint le Venise FC. Il signe un contrat courant jusqu'en juin 2023.
Le 25 janvier 2022, il est prêté jusqu'à la fin de la saison à l'US Salernitana, avec obligation d'achat sous certaines conditions.
Le 5 septembre 2022, Mazzocchi inscrit son premier but pour la Salernitana lors d'une rencontre de championnat face à l'Empoli FC. Il est titularisé et les deux équipes se neutralisent (2-2 score final).
Le 5 janvier 2024, il signe un contrat de 3 ans et demi avec le club de sa ville natale, le SSC Naples. L'indemnité de transfert s'élève à 3 millions d'euros.

### En sélection
En septembre 2022, Pasquale Mazzocchi est appelé pour la première fois avec l'équipe nationale d'Italie par le sélectionneur Roberto Mancini. Il honore sa première sélection lors de ce rassemblement, le 26 septembre 2022 contre la Hongrie. Il entre en jeu à la place de Giovanni Di Lorenzo lors de cette rencontre remportée par les Italiens (0-2).

## Statistiques

### En club
| Saison                | Club                  | Championnat           | Championnat | Championnat | Championnat | Coupe(s) nationale(s) | Coupe(s) nationale(s) | Coupe(s) nationale(s) | Supercoupe | Supercoupe | Supercoupe | Total | Total | Total |
| Saison                | Club                  | Division              | M.          | B.          | P.d.        | M.                    | B.                    | P.d.                  | M.         | B.         | P.d.       | M.    | B.    | P.d.  |
| 2013-2014             | Bellaria Igea         | Serie D               | 8           | 0           | 0           | -                     | -                     | -                     | -          | -          | -          | 8     | 0     | 0     |
| 2014-2015             | Pro Plaisance (prêt)  | Serie C               | 5           | 0           | 0           | 1                     | 0                     | 0                     | -          | -          | -          | 6     | 0     | 0     |
| 2014-2015             | Rimini FC             | Serie C               | 18          | 0           | 1           | -                     | -                     | -                     | -          | -          | -          | 18    | 0     | 1     |
| 2015-2016             | Rimini FC             | Serie C               | 7           | 1           | 0           | 2                     | 0                     | 0                     | -          | -          | -          | 9     | 1     | 0     |
| Sous-total            | Sous-total            | Sous-total            | 25          | 1           | 1           | 2                     | 0                     | 0                     | -          | -          | -          | 27    | 1     | 1     |
| 2015-2016             | Parme Calcio          | Serie D               | 15          | 3           | 0           | -                     | -                     | -                     | -          | -          | -          | 15    | 3     | 0     |
| 2016-2017             | Parme Calcio          | Serie C               | 30          | 0           | 0           | 1                     | 0                     | 0                     | -          | -          | -          | 31    | 0     | 0     |
| 2017-2018             | Parme Calcio          | Serie B               | 18          | 0           | 1           | 0                     | 0                     | 0                     | -          | -          | -          | 18    | 0     | 1     |
| Sous-total            | Sous-total            | Sous-total            | 63          | 3           | 1           | 1                     | 0                     | 0                     | -          | -          | -          | 64    | 3     | 1     |
| 2018-2019             | AC Pérouse            | Serie B               | 32          | 0           | 4           | 1                     | 0                     | 0                     | -          | -          | -          | 33    | 0     | 4     |
| 2019-2020             | AC Pérouse            | Serie B               | 28          | 1           | 3           | 1                     | 1                     | 0                     | -          | -          | -          | 29    | 2     | 3     |
| Sous-total            | Sous-total            | Sous-total            | 60          | 1           | 7           | 2                     | 1                     | 0                     | -          | -          | -          | 62    | 2     | 7     |
| 2020-2021             | Venise FC             | Serie B               | 39          | 1           | 1           | 1                     | 0                     | 0                     | -          | -          | -          | 40    | 1     | 1     |
| 2021-2022             | Venise FC             | Serie A               | 18          | 0           | 0           | 2                     | 0                     | 0                     | -          | -          | -          | 20    | 0     | 0     |
| Sous-total            | Sous-total            | Sous-total            | 57          | 1           | 1           | 3                     | 0                     | 0                     | -          | -          | -          | 60    | 1     | 1     |
| 2021-2022             | US Salernitana (prêt) | Serie A               | 15          | 0           | 2           | -                     | -                     | -                     | -          | -          | -          | 15    | 0     | 2     |
| 2022-2023             | US Salernitana        | Serie A               | 27          | 2           | 3           | -                     | -                     | -                     | -          | -          | -          | 27    | 2     | 3     |
| 2023-2024             | US Salernitana        | Serie A               | 18          | 0           | 1           | 1                     | 0                     | 0                     | -          | -          | -          | 19    | 0     | 1     |
| Sous-total            | Sous-total            | Sous-total            | 60          | 2           | 6           | 1                     | 0                     | 0                     | -          | -          | -          | 61    | 2     | 6     |
| 2023-2024             | SSC Naples            | Serie A               | 10          | 0           | 1           | -                     | -                     | -                     | 2          | 0          | 0          | 12    | 0     | 1     |
| 2024-2025             | SSC Naples            | Serie A               | 20          | 0           | 0           | 2                     | 0                     | 0                     | -          | -          | -          | 22    | 0     | 0     |
| Sous-total            | Sous-total            | Sous-total            | 30          | 0           | 1           | 2                     | 0                     | 0                     | 2          | 0          | 0          | 34    | 0     | 1     |
| Total sur la carrière | Total sur la carrière | Total sur la carrière | 308         | 8           | 17          | 12                    | 1                     | 0                     | 2          | 0          | 0          | 322   | 9     | 17    |

### En équipe nationale
| Saison                | Sélection             | Phases finales        | Phases finales | Phases finales | Phases finales | Éliminatoires CDM | Éliminatoires CDM | Éliminatoires CDM | Éliminatoires EURO | Éliminatoires EURO | Éliminatoires EURO | Ligue Nations UEFA | Ligue Nations UEFA | Ligue Nations UEFA | Matchs amicaux | Matchs amicaux | Matchs amicaux | Total | Total | Total |
| Saison                | Sélection             | Compétition           | M              | B              | Pd             | M                 | B                 | Pd                | M                  | B                  | Pd                 | M                  | B                  | Pd                 | M              | B              | Pd             | M     | B     | Pd    |
| --------------------- | --------------------- | --------------------- | -------------- | -------------- | -------------- | ----------------- | ----------------- | ----------------- | ------------------ | ------------------ | ------------------ | ------------------ | ------------------ | ------------------ | -------------- | -------------- | -------------- | ----- | ----- | ----- |
| 2022-2023             | Italie                | -                     | -              | -              | -              | -                 | -                 | -                 | -                  | -                  | -                  | 1                  | 0                  | 0                  | 0              | 0              | 0              | 1     | 0     | 0     |
| Total sur la carrière | Total sur la carrière | Total sur la carrière | -              | -              | -              | -                 | -                 | -                 | -                  | -                  | -                  | 1                  | 0                  | 0                  | 0              | 0              | 0              | 1     | 0     | 0     |

## Palmarès
Avec le SSC Napoli, Pasquale Mazzocchi est finaliste de la Supercoupe d'Italie en 2023 et remporte le championnat d'Italie en 2025. 